# Moto Hagio
Moto Hagio (japanska: 萩尾 望都?, Hagio Moto), född 12 maj 1949 i Ōmuta i södra Japan, är en japansk serieskapare. Hon räknas som en av föregångarna inom shōjomanga i allmänhet och shōjo-ai-manga i synnerhet. Hon är också medlem av "År 24-gruppen" (Nijūyo-nen gumi), en grupp av kvinnliga mangaka födda runt 1949 (år 24 efter kejsar Hirohitos trontillträde).
Hennes seriekarriär, som inleddes 1969, har bland annat innehållit inflytelserika verk som  Poe no ichizoku, ('Poe-familjen'), Jūichinin iru! ('De var elva') och Zankoku na kami ga shihai suru ('En grym gud härskar'). 1976 vann hon Shogakūkans mangapris för de två förstnämnda, och 2012 fick hon som första kvinnliga mangaka motta Hedersmedaljen (Hōshō) med purpurband av Japans regering.

## Biografi

### Tidiga år och debut
Moto Hagio gjorde 1969 sin professionella debut som 20-åring, med kortserien "Lulu to Mimi" ('Lulu och Mimi'). Serien publicerades i shōjoserietidningen Nakayoshi.
Nakayoshi-utgivaren Kōdansha letade efter "livfulla och ljusa" historier. Serier som Kōdansha refuserat accepterades dock av det konkurrerande storförlaget Shogakūkan. Senare producerade Hagio en svit av kortserier för Shogakūkans olika tidningar.

### 1970- och 1980-talet
Två år efter Hagios debut publicerade Shogakūkan hennes "Juichigatsu no gymnasium", en kortserie som öppet beskrev kärlek mellan två manliga elever på en internatskola. Historien var en av många snarlika producerade av en ny generation serieskapare (som debuterade runt 1970), specialiserade i serier med shōnen-ai-tema – det vill säga shōjo-serier om kärlek mellan unga män). Dessa serieskapare nöjde sig inte med att bara producera "vanlig romantik". 1974 vidareutvecklade Moto Hagio idén till den längre serien Thomas no shinzō ('Thomas hjärta').
1976 fick Hagio motta Shogakūkans seriepris för både SF-serien Juichinin iru! ('De var elva') och den episka berättelsen Poe no ichizoku ('Poe-familjen').
I mitten av 1980-talet skrev Hagio sitt första riktiga långa serie – Marginal.

### Senare år
Före Iguana Girl 1991 hade Hagio inte förlagt sina serier till det samtida Japan.
Moto Hagio hade en skådespelarroll i filmen Domotaga no shi ('Domomatas död') från 2008.
2011 utsågs hon till gästprofessor vid Joshibi-universitetet för konst och design.

### Inspiration och samarbeten
Hagio är stor science fiction-fantast. Hon säger att hon blivit påverkad av Isaac Asimov, Arthur C. Clarke och Robert Heinlein, och har vid flera tillfällen gjort serieversioner av Ray Bradburys noveller.
Moto Hagio har även samarbetat och arbetat för det kvinnliga seriekollektivet CLAMP, med inspiration från Takarazuka-revyn.

## Utmärkelser
- 1976 – 21:e Skogakūkans mangapris för Poe no ichizoku och Jūichinin iru!
- 1980 – 11:e Seiunpriset för Star Red
- 1983 – 14:e Seiunpriset för Gin no sankaku ('Silvertriangeln')
- 1985 – 16:e Seiunpriset för X+Y
- 1997 – 1:a Osamu Tezukas kulturpris (Excellence-kategorin) för Zankoku na kami ga shihai suru ('En grym gud härskar')
- 2006 – 27:e Nihon SF Taishōpriset för Barbara ikai' ('Barbara från den andra världen')
- 2010 – San Diego Comic-Con Internationals Inkpot Award
- 2011 – 40:e Japanska serieskaparföreningens pris (Kulturministerns pris)
- 2012 – Hedersmedaljen med purpurband, för akademiska eller konstnärliga insatser (som första kvinnliga mangaka[12])
- 2017 – Asahipriset för år 2016[12]